# Kernenergiecentrale Tokai
Kernenergiecentrale Tokai (Japans: 東海発電所, Tōkai hatsudensho) is een kerncentrale in het dorp Tokai in de prefectuur Ibaraki in Japan. Het is Japans eerste nucleaire centrale die in gebruik was van 1966 tot 1998. Een tweede kerncentrale werd in 1978 op dezelfde site in gebruik genomen en was de eerste reactor in Japan die met 1266 MW meer dan 1000 MW kon produceren.

## ontmantelen reactor nr. 1
In 2006 werden de plannen voor de afbraak van de reactor goedgekeurd door het ministerie voor Industrie. Bij die afbraak zou er 27.800 ton radioactief afval ontstaan, 1600 ton daarvan, delen van de reactor en de controle-staven, zouden op een diepte van 50 tot 100 meter begraven dienen te worden. Maar aangezien er eind 2013 in Japan nog geen plaats aangewezen was, waar radioactief afval kon worden opgeslagen, zag Japan Atomic Power Co. zich genoodzaakt de afbraak wederom uit te stellen.

## referenties
1. ↑  The Asahi Shimbun (18 November 2013) Nuclear power plants in disarray: Lack of waste burial site to delay Tokai reactor decommissioning

Fugen ·
Fukushima I ·
Fukushima II ·
Genkai ·
Hamaoka ·
Higashidōri ·
Ikata ·
JPDR ·
Kashiwazaki-Kariwa ·
Mihama ·
Monju ·
Oi ·
Oma ·
Onagawa ·
Sendai ·
Shika ·
Shimane ·
Takahama ·
Tokai ·
Tomari ·
Tsuruga